# Le Filet
Pour le film de 1953, voir Le Filet (film, 1953).
Le Filet est une pièce de théâtre acadienne. Écrite par Marcel-Romain Thériault et inspirée de la crise du crabe de 2003, la pièce provoque une vive opposition et les producteurs sont même victime de menaces d'intimidation. La pièce est toutefois un succès et remporte plusieurs prix.

## Résumé
La pièce est écrite par Marcel-Romain Thériault, mise en scène par Michel Monty et produite par le Théâtre populaire d'Acadie (TPA) de Caraquet. La pièce a une durée de 90 minutes et compte trois rôles masculins et une voix féminine. Le texte de la pièce est publié aux éditions Prise de parole.
L'un des personnages, Anthime Chiasson, est un homme têtu qui décide comment sera partagé le patrimoine familial, alors que son fils aime le pouvoir et l'argent tandis que son petit-fils rêve de justice sociale. Anthime doit convaincre son petit-fils de revenir tout en faisant comprendre à son fils qu'il va perdre le crabier et que c'est une bonne chose. Le conflit de générations dégénère et le fils déshérité commet un geste violent.

## Histoire
Le Filet porte sur les conflits familiaux et l'auteur, bouleversé par les événements, s'est inspiré de la crise du crabe ayant secoué l'est du Canada en 2003.
Une pièce de théâtre acadienne touchant l'actualité de si près est rare et le directeur du Théâtre populaire d'Acadie, Maurice Arsenault, est conscient que « c'est un sujet sensible ». La pièce contient des propos ayant été entendus durant les événements de 2003 et le TPA crée même un blogue afin de recueillir les commentaires des spectateurs.
La pièce est présentée pour la première fois le 14 et le 15 septembre 2007 à Ottawa. Elle est en tournée dans les provinces Maritimes du 23 septembre au 18 octobre de la même année. Les producteurs reçoivent une menace d'intimidation peu avant le deuxième volet de cette tournée ainsi que le jour de la présentation à Shippagan, le 28 septembre ; Shippagan fut au centre de la crise du crabe. Le TPA s'attend à ce que ce lieu soit un endroit sensible pour la représentation. La pièce est toutefois très appréciée du public et les acteurs reçoivent une longue ovation debout. La rencontre publique des spectateurs et des artisans, qui avait d'ailleurs été annulée, est tout de même organisée car les acteurs « refusent d'être censurés ». Selon Maurice Arsenault, ces événements démontrent que le théâtre peut avoir un impact social. Il croit que la pièce « peut-être le début d'un débat » pour la résolution de la crise du crabe.
La pièce est finalement présentée à L'Assomption, au Québec, le 20 octobre 2007. Une nouvelle tournée est organisée en 2009 alors que le texte est publié aux Éditions Prise de parole. Maureen Labonté et Don Hannah traduisent la pièce en anglais sous le titre The Net, a Tragedy of the Sea. Elle est produite par la Great Canadian Theatre Company d'Ottawa en 2009 et montée au Ship's Theatre Company de Parrsboro, en Nouvelle-Écosse et au Theatre New-Brunswick, au Nouveau-Brunswick.

## Production
Texte de Marcel-Romain Thériault.

### 2007
- Mise en scène : Michel Monty[2]
- Distribution des rôles: Éric Butler, Robin-Joel Cool et Bertrand Dugas[2]
- Environnement sonore : Pierre Michaud[2]
- Scénographie : Luc Rondeau[2]
- Éclairages : Conrad St-Gelais[2]
- Régie : Ghislain Basque[2]

## Distinctions
En 2009, la pièce reçoit le prix Noble Cochon lors du Gala des Cochons d'or, à Montréal. Bertrand Dugas reçoit en 2010 le prix Éloizes de l'Artiste de l'année en théâtre pour son rôle dans Le Filet. La pièce est en nomination pour le prix Éloize du Spectacle de l'année en 2010.